# Marquesote

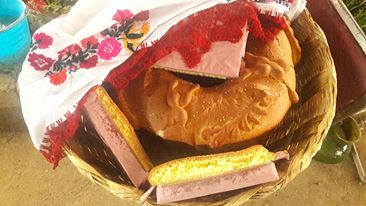
Canasta de pan, el Marquesote es el de papel estraza

El marquesote  es un pan dulce tradicional mexicano que forma parte de la gastronomía mexicana. Es un pan popular en algunos estados de México, principalmente en Oaxaca, Chiapas, Veracruz, Querétaro y Puebla. En los pueblos de estos estados, el pan se comercializa en los mercados y tianguis.
Por ser un pan que en su preparación no requiere de agua, su principal característica es que es seco y frágil, al no tener un ingrediente de sabor especial, resulta no tener un sabor necesariamente penetrante, por lo que su acompañante principal es un chocolate caliente elaborado a base de leche o agua, o frecuentemente un vaso de leche.

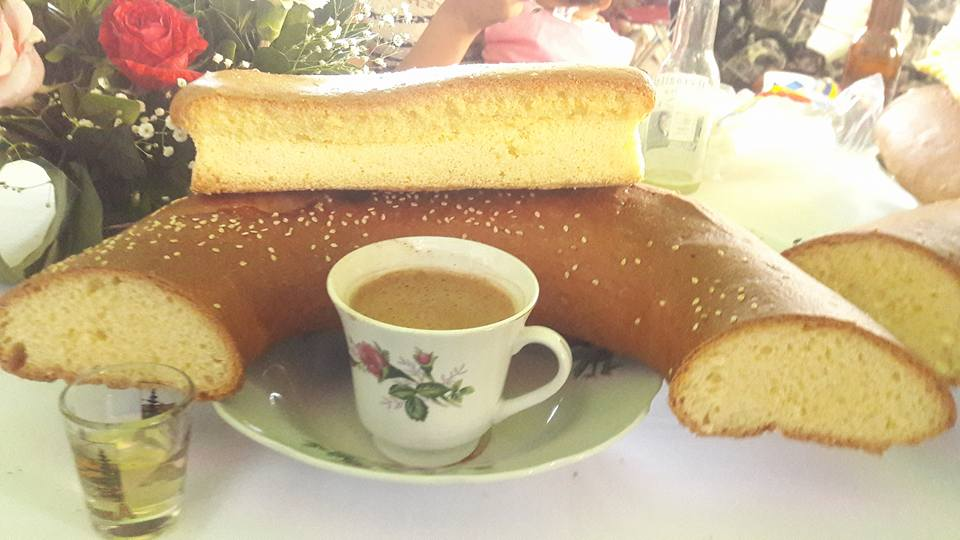
Pan con taza de chocolate

Al igual que el pan de fiesta o pan de burro, el marquesote es uno de los principales panes que representa a la gastronomía de los pueblos mexicanos.

## Ingredientes

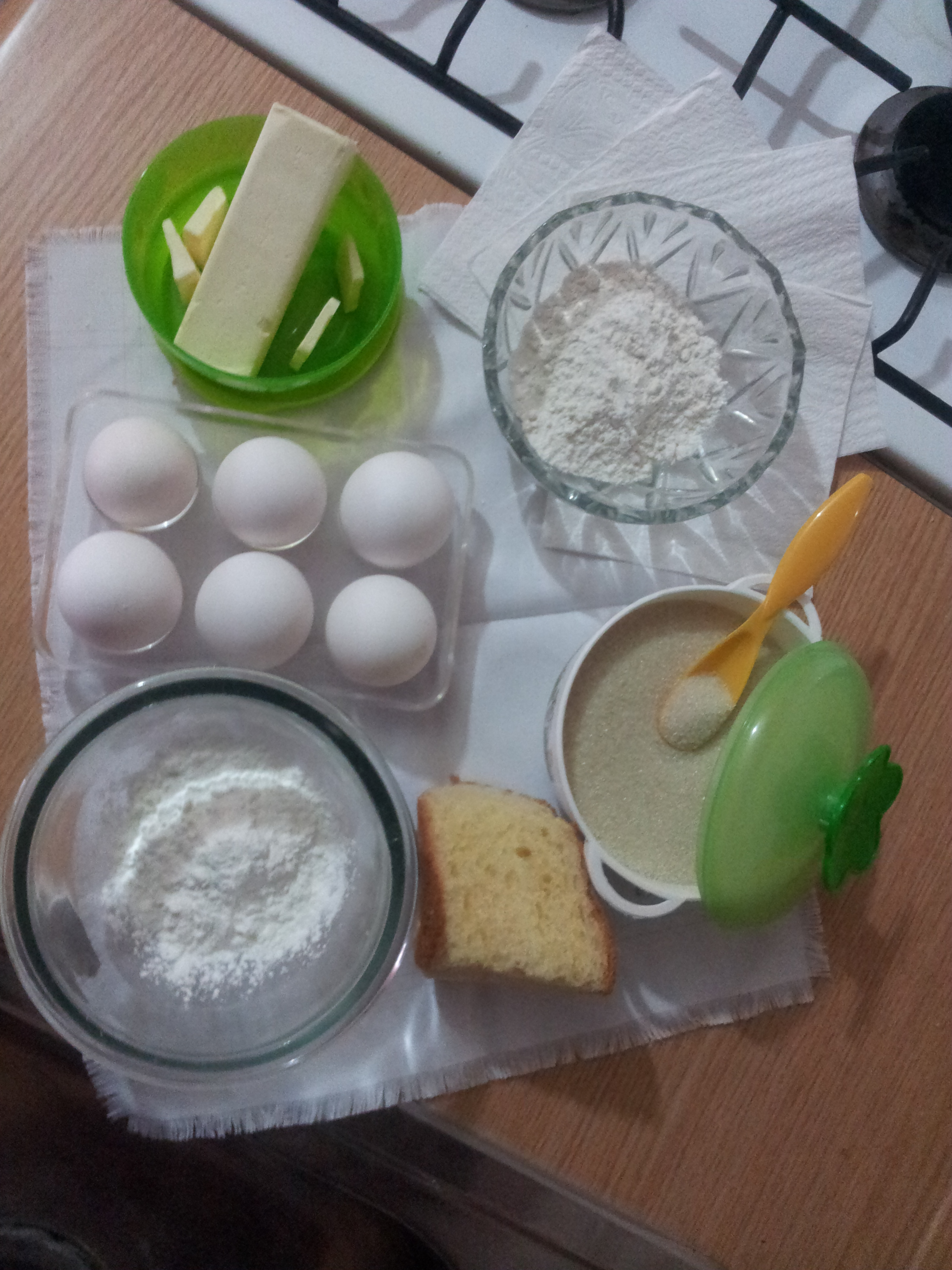
Ingredientes del Marquesote

1. Huevos
2. Azúcar
3. Mantequilla
4. Almidón de trigo
5. Polvo para hornear

## Elaboración

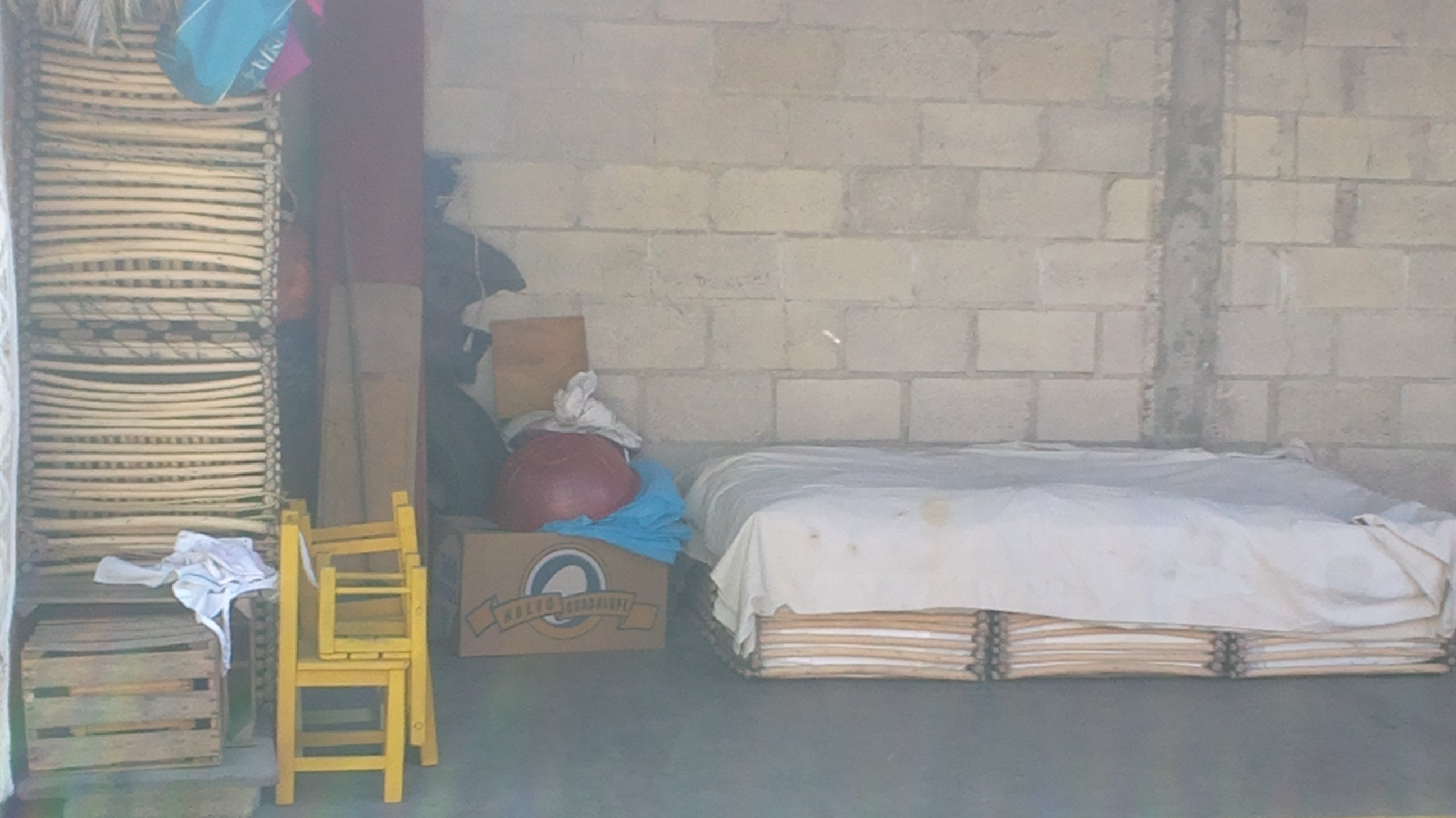
Huacales con el pan empaquetado

Para la elaboración del Marquesote es importante hacer la mezcla de la masa correctamente, primero se baten las claras de los huevos añadiendo después las yemas, el azúcar, el polvo para hornear y la mantequilla derretida fría hasta tener una mezcla homogénea libre de grumos.
Cuando la mezcla dobla su volumen inicial se llenan los moldes que mayormente son rectangulares, previamente engrasados y con una superficie de papel de estraza.
El horno se calienta previamente, en los pueblos inicialmente los panaderos lo hacían con leña y actualmente la mayoría ha sustituido este recurso por gas. Una vez que se obtiene una capa crujiente el pan se retira del horno.
Las piezas de panes son transportadas a través de huacales, los cuales en su interior tienen una manta blanca acompañada de un hule, éste medio de transporte evita que se rompan y así poder transportarlas.